# Sinocrassula longistyla
Sinocrassula longistyla är en fetbladsväxtart som först beskrevs av Praeger, och fick sitt nu gällande namn av Fu. Sinocrassula longistyla ingår i släktet Sinocrassula och familjen fetbladsväxter. Inga underarter finns listade i Catalogue of Life.